# Elyhaugh
Elyhaugh var en civil parish 1866–1955 när det uppgick i Felton, i grevskapet Northumberland i England. Civil parish var belägen 15 km från Morpeth och hade 2 invånare år 1951.